# Anatolij Muschtschynka
Anatolij Mychajlowytsch Muschtschynka (ukrainisch Анатолій Михайлович Мущинка; * 19. August 1970 in Mukatschewo) ist ein ehemaliger ukrainischer Fußballspieler.

## Sportlicher Werdegang
Muschtschynka nahm mit der U-16-Auswahlmannschaft der Sowjetunion an der U-16-Weltmeisterschaft 1987 teil und gewann dort den Titel. Im selben Jahr debütierte der Mittelfeldspieler für SKA Lwiw im Erwachsenenbereich. Anschließend ging er zu Dynamo Kiew, kam aber dort in der Wettkampfmannschaft zu keinem Ligaspiel in der Wysschaja Liga. 1990 schloss er sich Karpaty Lwiw in der Perwaja Liga an, nach dem Zusammenbruch der Sowjetunion lief er für den Klub in der höchsten ukrainischen Spielklasse auf. 1992 wechselte er innerhalb der Meisterschaft zu Metalurh Saporischschja und avancierte im folgenden Jahr zum ukrainischen A-Nationalspieler, als er im April 1993 sein einziges Länderspiel bei einem Aufeinandertreffen mit Israel bestritt.
Im Sommer 1993 wechselte Muschtschynka nach Deutschland, wo er sich dem saarländischen Klub FC 08 Homburg anschloss. Nach zwei Jahren in der 2. Bundesliga stieg er mit der Mannschaft am Ende der Spielzeit 1994/95 in die Regionalliga West/Südwest ab. Nach dem Zwangsabstieg des Klubs am Ende der Spielzeit 1998/99 schloss er sich dem Ligakonkurrenten 1. FC Saarbrücken an. Mit diesem schaffte er als Meister der folgenden Spielzeit den Aufstieg in die 2. Bundesliga. Nach zwei Zweitligajahren, in denen er insgesamt 46 Spiele für die Saarbrücker bestritten hatte, stieg er mit dem Klub am Ende der Spielzeit 2001/02 wieder ab. Nach 30 Saisoneinsätzen in der Regionalligasaison 2002/03 wechselte er zum Karriereausklang zum SV Röchling Völklingen, der in die seinerzeit fünftklassige Verbandsliga Saar abgestiegen war. Ab 2005 spielte er für den VfB Waldmohr.